# Idolatría

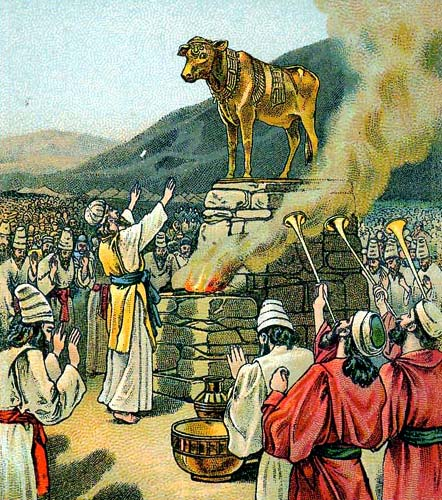
Adoración del becerro de oro, ejemplo de idolatría en la tradición judía.

Idolatría es "la adoración de un ídolo como si fuera Dios". La entrada en el Diccionario de la lengua española es:  Adoración que se da a los ídolos.
En las religiones abrahámicas —judaísmo, cristianismo e islam— la idolatría connota la adoración de algo o alguien que no sea Dios como si lo fuera. En estas religiones monoteístas, la idolatría ha sido considerada como la "adoración de dioses falsos", está prohibida y se describe en los Diez Mandamientos. Otras religiones monoteístas aplican reglas similares. Debido a las ramas de las religiones abrahámicas, la interpretación de lo que se constituye idolatría varía entre ellas, esto ha estado acompañado durante mucho tiempo por la violencia entre los grupos religiosos que prohíben el culto a los ídolos y aquellos que han aceptado íconos, imágenes y estatuas para su veneración.
En muchas religiones indias, como el hinduismo, el budismo y el jainismo, los ídolos (murti) se consideran un simbolismo del absoluto pero no son el absoluto, o solo representan ideas espirituales, o la encarnación de lo divino. Es un medio para enfocar las propias búsquedas religiosas.
En las religiones tradicionales del antiguo Egipto, Grecia, Roma, África, Asia, América y otros lugares, la reverencia a una imagen o estatua ha sido una práctica común, y las imágenes de culto han tenido diferentes significados.
Qué imágenes, ideas u objetos constituyen idolatría a menudo es objeto de considerables disputas. La evitación del uso de imágenes por razones religiosas es llamado aniconismo. La destrucción de imágenes religiosas dentro de una sociedad es llamado iconoclasia.
La interpretación del concepto ha sido parte de grandes divisiones entre distintas denominaciones cristianas, en especial entre el protestantismo y el catolicismo.  En la historia del cristianismo encontramos diferentes posiciones de las autoridades civiles y religiosas frente al tema de la adoración de imágenes. La expansión del cristianismo en los primeros siglos, se acompañó de imágenes de mártires y santos, a los que se sumaron las imágenes de María después del Concilio de Éfeso.

## Etimología
La palabra idolatría proviene por haplología de las palabras griegas εἰδωλολατρία eidololatria, parasíntesis de εἰδωλολάτρης, de εἴδωλον eidolon, "imagen, figura", y λάτρις latris "devoto" o λατρεύειν latreuein "adoración", de λάτρον latron "tributo".
Aunque el origen griego parece ser una traducción griega de la frase hebrea avodat elilim encontrada en la literatura rabina (e.g., bChul., 13b, Bar.), mientras que el término griego no es encontrado en sí mismo en Septuaginta, Filón de Alejandría, Flavio Josefo u otros escritos judíos helenos. Tampoco es encontrado en la literatura griega precristiana. En el Nuevo Testamento, la palabra griega solo es encontrada en las cartas de Pablo, Pedro, Juan y Revelaciones, donde tiene un sentido despectivo, como uno de los vicios. También se encuentra en el Didaché y el Concilio de Jerusalén incluye una prohibición de la «contaminación de los ídolos». Términos hebreos para la idolatría incluyen avodah zarah (adoración extranjera) y avodat kochavim umazalot (adoración de los planetas y las constelaciones).

## Judaísmo
La idolatría está prohibida en la Torah y es, junto con la ira, el asesinato y el incesto, pecados que no deben cometerse ni siquiera para salvar la vida. Aun así, de acuerdo al Tanaj la idolatría persistió en el antiguo Israel; ejemplos de ello son el culto a Baal, a Astarot, a Moloch, a los astros y la prostitución sagrada. Los rabinos prohibieron todo contacto con los idólatras, inclusive compartir alimentos con ellos.

## Cristianismo

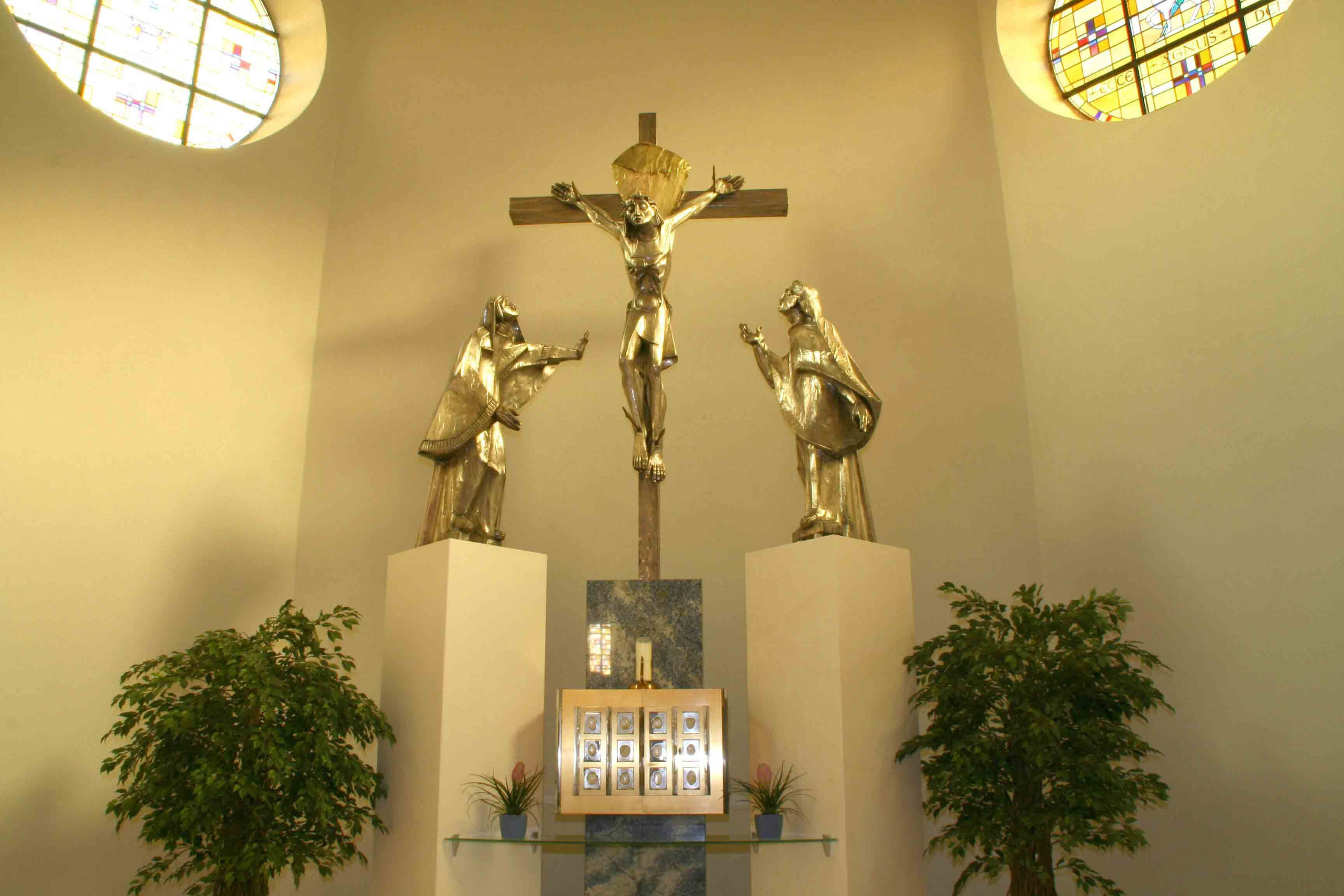
Crucifijo, Basílica de Vézelay. El cuerpo de Cristo en la cruz es un tradicional símbolo usado por las iglesias católica, ortodoxa, anglicana y luterana, en contraste con algunos grupos protestantes que solo usan la una cruz simple. La naturaleza del significado idólatra de la efigie de Dios como hombre crucificado es discutido en el cristianismo. Las otras religiones abrahámicas, especialmente el islam, lo ven como idolatría, mientras que en el judaísmo es llamado Avodah Zarah, una forma menor de idolatría.

El punto de vista cristiano de la idolatría puede ser dividido de manera general en dos categorías: la postura católica-ortodoxa, que acepta el uso de iconos religiosos y otras imágenes, y la interpretación protestante. Protestantes fundamentalistas a menudo acusan a los otros cristianos de idolatría, iconolatría e incluso paganismo; en la Reforma Protestante tales términos fueron comunes a todos los protestantes. Los grupos puritanos adoptaron una posición similar a aquellas del judaísmo y el islam, condenando todas las imágenes religiosas, ya se trate de figuras en tres o dos dimensiones, e incluyendo también a la cruz plana.

### Catolicismo
En el protestantismo suele criticarse el uso que la Iglesia católica hace de imágenes para relacionarse con una serie de personas distintas a Dios, venerándolas, basándose, por vía de exégesis, en algunos versículos de la Santa Biblia. Entre las formas de veneración existentes en el catolicismo destacan:
- la dulía, o veneración a los santos, y
- la hiperdulía, veneración reservada a María (madre de Jesús).

El Catecismo de la Iglesia católica afirma: 

El culto cristiano de las imágenes no es contrario al primer mandamiento que proscribe los ídolos. En efecto, “el honor dado a una imagen se remonta al modelo original” (San Basilio Magno, Liber de Spiritu Sancto, 18, 45), “el que venera una imagen, venera al que en ella está representado” (Concilio de Nicea II: DS 601; cf Concilio de Trento: DS 1821-1825; Concilio Vaticano II: SC 125; LG 67). El honor tributado a las imágenes sagradas es una “veneración respetuosa”, no una adoración, que sólo corresponde a Dios:

«El culto de la religión no se dirige a las imágenes en sí mismas como realidades, sino que las mira bajo su aspecto propio de imágenes que nos conducen a Dios encarnado. Ahora bien, el movimiento que se dirige a la imagen en cuanto tal, no se detiene en ella, sino que tiende a la realidad de la que ella es imagen» (Santo Tomás de Aquino, Summa theologiae, 2-2, q. 81, a. 3, ad 3).

Además señala lo siguiente: 

«La idolatría no sólo se refiere a la adoración falsa del paganismo. Hay idolatría desde el momento en que el hombre honra y reverencia a una criatura en lugar de Dios. Trátese de dioses o de demonios (por ejemplo, el satanismo), de poder, de placer, de la raza, de los antepasados, del Estado, del dinero, etc. c».

El magisterio católico ha definido formas distintivas de culto hacia dichas personas, no asociadas a su imagen y no permitiendo en ningún momento la adoración fuera de Dios. Respecto del culto referido a la Virgen María, los padres conciliares señalaron:

Este culto, tal como existió siempre en la Iglesia, a pesar de ser enteramente singular, se distingue esencialmente del culto de adoración tributado al Verbo encarnado, lo mismo que al Padre y al Espíritu Santo, y lo favorece eficazmente.
Concilio Vaticano II, Constitución dogmática Lumen gentium 66

## Ejemplos de imágenes en la Biblia

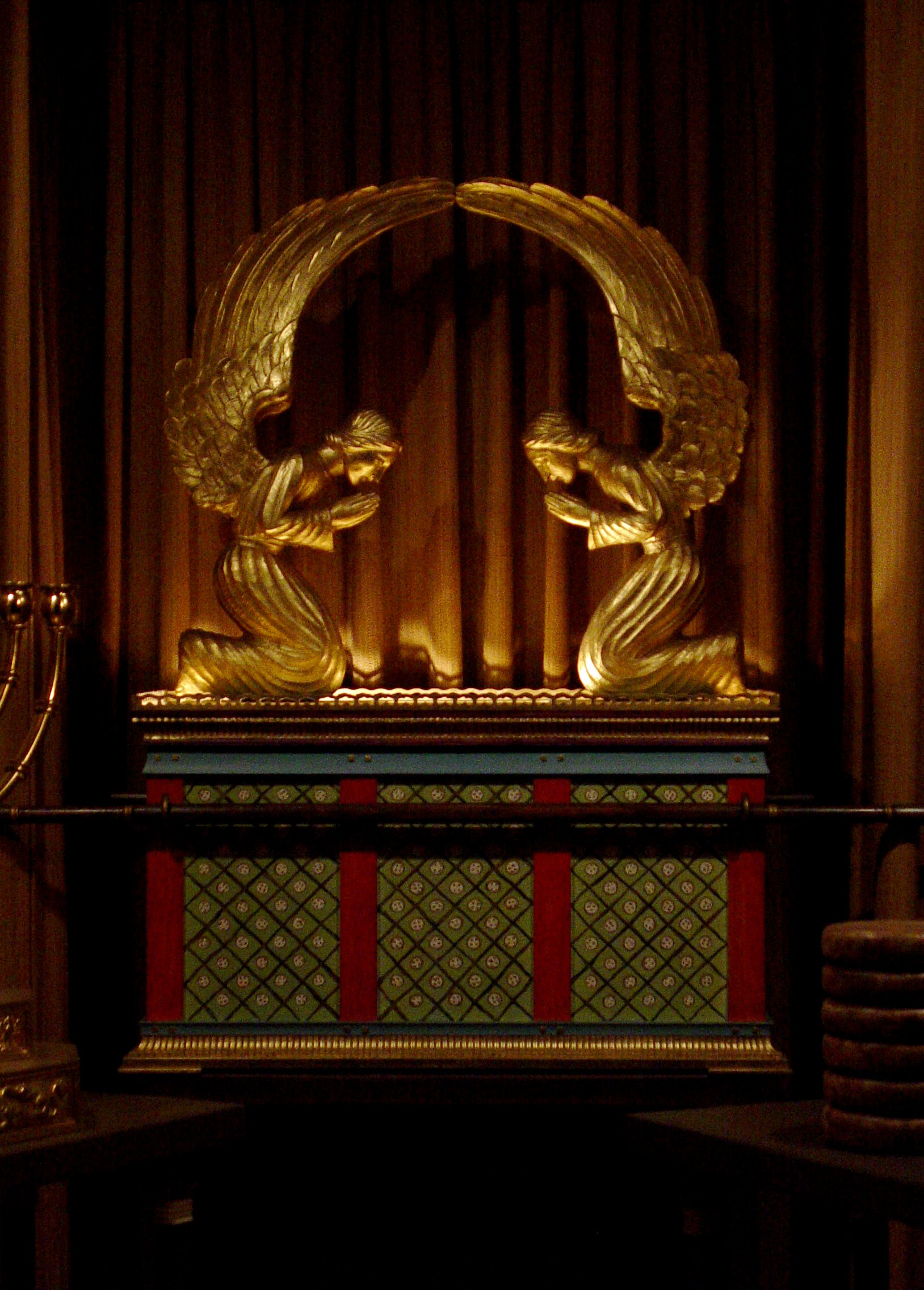
Réplica del Arca de la Alianza. Este objeto tenía en su parte superior dos imágenes de ángeles según se describe en la Biblia.

En el Tanaj (Antiguo Testamento) hay varios ejemplos de la presencia de imágenes realizadas por mano humana:
Yahveh manda a Moisés a fabricar una serpiente de bronce: 

Hazte una serpiente como ésas y ponla en el asta de una bandera. Cuando alguien sea mordido por una serpiente, mire hacia la serpiente del asta, y se salvará.
Núm. 21,8-9

David entregó a Salomón, su hijo, un plano en donde se detallaba: para el altar del incienso, oro acrisolado según el peso; asimismo el modelo de la carroza y de los querubines que extienden las alas y cubren el Arca de la Alianza: 

Además, oro puro en peso para el altar del incienso, y para el carro de los querubines de oro, que con las alas extendidas cubrían el arca del pacto de Dios. Todas estas cosas, me fueron trazadas por la mano de Dios, que me hizo entender todas las obras del diseño.
1 Cró 28, 18-19.

El profeta Ezequiel describe imágenes grabadas en el Templo de Jerusalén:

Estaban cubiertos de grabados alternados de seres alados y palmeras.
Ezequiel 41:16-21.

## Islam
En fuentes islámicas, el concepto de shirk (raíz triliteral: sh-r-k) puede referirse a "idolatría", aunque se utiliza más ampliamente para denotar "asociación de socios con Dios". El concepto de Kufr (k-f-r) también puede incluir idolatría (entre otras formas de incredulidad). Quien practica el shirk se llama mushrik (plural mushrikun) en las escrituras islámicas. El Corán prohíbe la idolatría. En el Corán se encuentran más de 500 menciones de kufr y shirk, y ambos conceptos están estrictamente prohibidos.
El concepto islámico de idolatría se extiende más allá del politeísmo e incluye a algunos cristianos y judíos como muširkūn (idólatras) y kafirun (infieles). Por ejemplo:

Quienes dicen: “Alá es el Mesías, hijo de María”, ciertamente han caído en la incredulidad. El Mesías mismo dijo: “¡Oh hijos de Israel! Adora a Allah, mi Señor y tu Señor”. A quien asocie a otros con Allah en la adoración seguramente Allah le prohibirá el Paraíso. Su hogar será el Fuego. Y los malhechores no tendrán ayuda.
     — Sura Al-Ma'idah 5:72